# Maup
Maup war eine brasilianische Automarke.

## Markengeschichte
Ein Unternehmen mit Sitz an der Estrada do Quitungo 1045 in Rio de Janeiro begann 1982 mit der Produktion von Automobilen. Der Markenname lautete Maup. Wenig später endete die Produktion.

## Fahrzeuge
Das einzige Modell war ein VW-Buggy, inspiriert von Meyers Manx. Auf ein Fahrgestell von Volkswagen do Brasil wurde eine offene türlose Karosserie aus Fiberglas montiert. Ein luftgekühlter Vierzylinder-Boxermotor im Heck trieb die Hinterräder an. Hinter den vorderen Sitzen war eine Überrollvorrichtung. An der Fahrzeugfront befanden sich eckige Scheinwerfer.